# 奧爾忠尼啟則夫斯基
奥尔忠尼启则夫斯基（羅馬化：Ordzhonikidzevskiy；卡拉恰伊-巴尔卡尔语：或）是俄罗斯卡拉恰伊-切尔克斯共和国的市级镇，属共和国辖市卡拉恰耶夫斯克市，位于库班河畔，在卡拉恰耶夫斯克北偏西、共和国首府切尔克斯克西南方，南有市级镇新卡拉恰伊。
该地2021年人口有2,876人；2010年人口3,039；2002年人口3,232；1989年人口3,128。